# Undinula vulgaris
Undinula vulgaris är en kräftdjursart som först beskrevs av James Dwight Dana 1849.  Undinula vulgaris ingår i släktet Undinula och familjen Calanidae. Inga underarter finns listade i Catalogue of Life.